# Aileen Pringle
Aileen Pringle (San Francisco, 23 juli 1895 - New York, 16 december 1989) was een Amerikaans actrice.
Ze werd geboren als Aileen Bisbee binnen een rijke familie in San Francisco. In 1920 begon ze haar carrière. Na rollen in Stolen Moments en Souls for Sale, kreeg ze in 1924 bekendheid door haar verschijning in Three Weeks. Later dat jaar was ze te zien in True As Steel en His Hour.
Op 15 november 1924 mocht Pringle met onder anderen William Randolph Hearst, Thomas H. Ince, Louella Parsons, Charlie Chaplin, Marion Davies, Seena Owen, Jacqueline Logan en Julanne Johnston mee op een hoogstaande jacht. Op 19 november raakte ze betrokken bij een schandaal toen Ince er op mysterieuze wijze stierf. Dit had geen invloed op haar carrière.
Verscheidene bronnen vertellen dat Pringle regelmatig haar collega's slecht zou behandelen en onvolwassen verdrag vertoonde op de set. In haar latere carrière werd ze gecast tegenover Greta Garbo in een film die nooit gemaakt zou worden. Hierin zou ze haar moeder spelen, ondanks een leeftijdsverschil van zes jaar. In 1928 was ze naast Joan Crawford te zien in Dream of Love.
Na de opkomst van de geluidsfilm verloor Pringle haar populariteit en kreeg enkel figurantenrollen in enkele bekende films, zoals Jane Eyre, Wife vs. Secretary, The Last of Mrs. Cheyney, Nothing Sacred, Man-Proof, Too Hot to Handle, The Women, They Died with Their Boots On, Since You Went Away en Laura.
Hierna ging ze echter met pensioen. Ze bleef de rest van haar leven welvarend en stierf in 1989 op 94-jarige leeftijd. Voor haar bijdragen aan de film kreeg Pringle een ster op de Hollywood Walk of Fame.
- Gemeinsame Normdatei: 1239116969
- International Standard Name Identifier: 0000 0000 3107 6105
- Library of Congress Control Number: n87896343
- SNAC: w6jt08pb
- Virtual International Authority File: 38444534
- WorldCat: E39PBJrCgjf379FBHWFd6vpVmd